# The Christmas Box (film)
The Christmas Box is een televisiefilm uit 1995 en is gebaseerd op de gelijknamige roman The Christmas Box van Richard Paul Evans uit 1993. De film werd geregisseerd door Marcus Cole. De hoofdrollen werden vertolkt door Richard Thomas, Maureen O'Hara, Annette O'Toole en Kelsey Mulrooney.

## Verhaal
Een jonge familie neemt de zorg op zich van een welgestelde weduwe en gaan bij haar wonen. De man, Richard, heeft samen met zakenpartner George een skiwinkel geopend in het plaatsje en willen graag een tweede winkel gaan openen over enige tijd. Hij heeft het erg druk en is weinig bij zijn gezin. De moeder van het gezin, Keri, heeft als baan zorg te dragen voor het huis en voor de weduwe Mrs. Parkin. Tussen het gezin en de weduwe bestaat er een afstandelijke verstandhouding. Het gezin heeft een vijfjarige dochter Jenna.
Mrs. Parkin vindt het niet echt aangenaam met het gezin in huis en spreekt haar klerk hierover. Hij geeft aan dat ze het gezin 30 dagen de kans moet geven en alleen in het grote huis wonen is ook geen optie.
Sinds het moment dat het gezin ingetrokken is bij de weduwe heeft Richard iedere nacht steeds dezelfde droom van een engel. Het bevalt hem niet en is steeds grager op het werk en vindt het minder fijn om thuis te zijn. Keri en Richard raken geïrriteerd naar elkaar en Keri zegt hem dat ze zich misschien eens moeten afvragen of het hier wonen wellicht voorbestemd is, een reden heeft.
Op een gegeven moment breekt Jenna een dure vaas die van de weduwe is. Jenna is bang geworden voor de weduwe, maar maakt voor de weduwe een boekje, omdat Jenna gezien heeft dat ze veel boeken heeft. Dit boekje geeft Keri aan de weduwe met de verontschuldiging voor de vaas, waarbij ze aangeeft dat het haar spijt. Op een later moment leest Mrs. Parkin het boekje van Jenna en raakt ontroerd. De weduwe zoekt vanaf dat moment steeds meer toenadering tot het gezin, behalve met Richard omdat die er steeds niet is. Op het moment dat Mrs. Parkin, Keri en Jenna samen met elkaar van huis zijn en later pas thuiskomen, komt Richard thuis en hoort vanaf de zolder muziek komen uit een doos. Dezelfde muziek die hij in zijn droom hoort die hij iedere nacht heeft. Ook vindt hij brieven van de Weduwe op zolder waarin hij wat leest.
In de stad gaat Richard op zoek naar een boek over engelen, omdat hij meer over de betekenis wil weten. Engelen blijken boodschappers te zijn en een boodschap willen overdragen.
Regelmatig stelt Mrs. Parkin aan Richard vragen die hem vreemd zijn, zoals wat de Latijnse naam is voor de esdoorn, waarna ze zelf het antwoord geeft als hij blijk geeft het niet te weten. Op een bepaald moment verzoekt de weduwe Richard haar naar de stad te brengen en haar later weer op te halen. Voordat ze uitstapt vraagt ze aan hem wat het allereerste kerstgeschenk was. Hij zegt een stropdas, waarop hij lacht, maar zij niet. Ze vraagt hem goed over die vraag na te denken.
Met Thanksgiving zitten ze gezamenlijk aan het diner waarin het gesprek niet echt op gang komt. Mrs. Parkin en Richard lijken nog steeds niet echt met elkaar uit de voeten te kunnen. Wel vinden ze het een goed idee om een Kerstboom te gaan halen en op te tuigen. De weduwe stelt aanstaande woensdag om drie uur voor, wat iedereen prima vindt en alleen Richard antwoord met dat hij in zijn agenda daarvoor moet kijken. Die woensdag vraagt Mrs. Parkin Richard of hij er echt om drie uur kan zijn. Hij zegt dat hij niets beloofd heeft en een drukke agenda heeft, maar na aandringen komen ze overeen dat hij er dan om vier uur zal zijn. Hij is er op dat moment en gaan in een kerstbomenveld een boom uitzoeken. Jenna kiest een boom uit met een scheve top en vindt die boom mooi, maar Richard niet omdat er geen piek recht op te plaatsen is. Keri en Mrs. Parkin vinden de boom ook mooi en wordt hem ook, want ze zegt dat ze deze boom mooi gaan maken. Thuis versieren ze met veel plezier de boom. 
Geregeld gaat Mrs. Parkin eropuit, maar op een dag blijft ze heel erg lang weg. Keri belt Richard en vraagt hem om in de stad naar haar te gaan zoeken. Na veel zoeken rijdt hij langs een begraafplaats waar hij dagelijks voorbij komt, en ziet net op dat moment Mrs. Parkin de begraafplaats verlaten. Hij parkeert de auto en gaat haar achterna. Hij legt uit dat ze gemist werd en hij was gaan zoeken. Ze wil eerst op een bankje zitten, waar Richard naast haar gaat zitten. Ze raken meer in gesprek met elkaar en hij vertelt op een moment dat hij denkt dat "liefde" het eerste kerstgeschenk moet zijn geweest. "Bijna goed" antwoordt ze.
Mrs. Parkin wordt ziek en moet op een gegeven moment voor langere tijd in het ziekenhuis blijven. Veel tijd blijft Keri bij haar in het ziekenhuis. De doktoren geven aan dat ze niet lang meer te leven heeft. Richard gaat terug naar de begraafplaats en loopt zoekende over de begraafplaats zonder echt te weten wat hij zoekt. Op een gegeven moment ziet hij een grafmonument in de vorm van een engel. Dit beeld heeft hij exact ook in zijn droom gezien. Op de voetstuk van het monument staat een naam die hij herkent. Hij gaat naar huis en leest daar de brieven die zich in een doos bevinden en komt daar de naam van het monument in tegen. Mrs. Parkin blijkt lang geleden een vijf jaar oud kind gehad te hebben die op de leeftijd van Jenna overleden is. Hij gaat naar het ziekenhuis en hij vertelt aan Mrs. Parkin dat het eerste kerstgeschenk een kind was. Dat is het goede antwoord en Mrs. Parkin zegt dat we ons moeten realiseren hoe kostbaar onze tijd hier is en dat die goed besteed moet worden. De weduwe heeft het huis voor hen voorbestemd en overlijdt na een alleen voor haar zichtbare engelverschijning vlak nadat Richard vertelde wat het antwoord was op die ene belangrijke vraag.

## Rolverdeling
| Acteur              | Personage                 |
| ------------------- | ------------------------- |
| Richard Thomas      | Richard Evans             |
| Maureen O'Hara      | Mary Parkin (Mrs. Parkin) |
| Annette O'Toole     | Keri Evans                |
| Kelsey Mulrooney    | Jenna Evans               |
| Robert Curtis Brown | George                    |
| Michael Ensign      | Stephen Hoover            |
| Greg Brouwer        | klerk                     |